# Louise Smyth
Pour les articles homonymes, voir Smyth.
Louise Michelle Smyth, née le 17 juin 1990, est une nageuse sud-africaine.

## Carrière
Louise Smyth remporte la traversée Dakar-Gorée comptant pour les Championnats d'Afrique de natation 2006 à Dakar. Lors de ces championnats, elle est aussi médaillée d'or du relais 4 x 100 mètres nage libre et médaillée d'argent du 200 mètres papillon.